# Giovanni Battista Lantana
Giovanni Battista Lantana (* 1573 oder 1581 in Brescia; † 26. Februar 1627 ebendort) war ein italienischer Architekt.

## Biografie

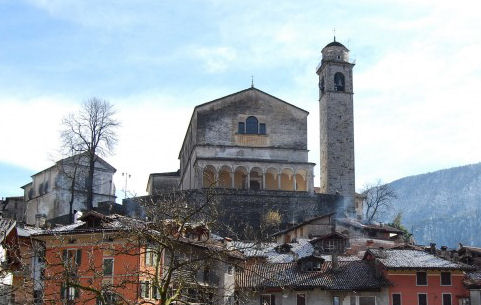
Kirche San Giorgio in Bagolino

Die Familie Lantana aus Brescia steht auf der Liste der angesehensten Bürger von 1517. Sein Vater Andrea lebte in einem Haus in der Nähe von San Benedetto.
Möglicherweise ist er ein Familienmitglied von Annibale Lantana, einem anderen Architekten, der 1604 „über dem Mauerbau“ genannt wurde und daher mit Giovanni Battista Lantana zusammenarbeitete.
1603 stand Giovanni Battista Lantana, im Alter von zwanzig Jahren, vor der schwierigen Aufgabe den neuen Dom in Brescia zu entwerfen. Ebenfalls belastend war, dass sich seine berufliche Tätigkeit nicht nur auf den Bau des neuen Doms beschränkte.
Weitere bekannte Daten:
- 1. März 1602: Erstellung des Gutachtens „Misura et estimo della fabrica del Sacro Monte Di Pietà“ im Auftrag der Gemeinde. Der Bericht diente aller Wahrscheinlichkeit nach dazu, einen Anspruch auf Entschädigung der Arbeitnehmer für höhere Kosten zu klären, die während der Arbeiten entstanden sind.
- August 1602: Es sind einige Zahlungen an den Architekten Lantana dokumentiert, möglicherweise für die Expertise vom vorherigen März.
- 1604–1606: In der Kirche Santa Maria della Carità in der Via dei Musei führt er verschiedene Erhebungen zur Anordnung von Kunstwerken durch.[2]
- 3. Januar 1607: ist er für den Transport von Baumaterial (73 Wagen mit Steinen und 486 Scheffel Mörtel) zur Piazza Delle Pescherie Nuove (heute Piazza Della Vittoria), zur Errichtung  einiger Gebäude und danach zur Verwendung auf weiteren öffentlichen Baustellen, verantwortlich.
- ?: an einem unbekannten Datum führt er zum Zeitpunkt des Erwerbs durch Bischof Aurelio Averoldi, Bischof von Castellaneta, eine Begutachtung des Gebäudes Chizzola (Contrada S. Croce, heute Via Moretto 12) durch.

Von 1624 bis zu seinem Tod arbeitete er am Bau der Kirche San Giorgio in Bagolino, deren Bau 1632 fertiggestellt werden und deren Vollendung er nicht mehr erleben sollte.
1625 arbeitete er im Auftrag der venezianischen und französischen Militärkommandanten am Bau einer Festung in Tirano.
Im Juni 1626 kehrte er in seine Heimat zurück und starb dort am 26. Februar 1627.
Giovanni Battista Lantana wurde (für die grafischen Zeichen) ein Gebäudeplan des Broletto zugeschrieben, der im Staatsarchiv von Brescia aufbewahrt wird.
Die Pfarrkirche San Faustino in Sarezzo wird Lantana zugeschrieben. Die Kirche mit einer Architektur aus dem 17. Jahrhundert ist eine Rekonstruktion eines früheren Gebäudes, der 1528 von Bischof Dolfin bei einem pastoralen Besuch beschrieben wurde. Leider sind bis heute keine dokumentierten Daten bekannt, die bestätigen können, dass die Kirche das Werk von Lantana ist.

## Der neue Dom
Am 24. Mai 1603 beauftragte die Gemeinde den Schnitzer Giò Battista Lancini mit der Erstellung eines Holzmodells „nach einem Entwurf des Ingenieurs Giovanni Battista Lantana“.
Das Modell wurde von dem Mailänder Architekten Lelio Buzzo und Pier Maria Bagnadore begutachtet, die zwar einige Verbesserungen vorschlugen, aber Lantanas Entwurf als „Gute Kirchliche Architektur“ befanden.
Die Schwierigkeiten bei den Arbeiten und die lange Zeit bis zur Fertigstellung, sowie die Baustellenleitung unter verschiedenen Architekten, führten bei der Ausführung zu erheblichen Abweichungen zum ersten Entwurf.
Giovanni Battista Lantana wurde am 9. Februar 1613 von den Abgeordneten über die Bauwerke und Kirchen der Stadt zum „Kanzler der Dombauhütte“, mit einem Gehalt von 260 Planette, ernannt.
Die Hoffnung war, dass der Bau schnell und ohne zu viele und ständige Änderungen fortgesetzt werden könnte. Diese Hoffnung wurde offensichtlich enttäuscht, und es ist anzunehmen, dass Lantana einige „Kröten schlucken musste“.